# Pahlawan Setia
Pahlawan Setia is een bestuurslaag in het regentschap Bekasi van de provincie West-Java, Indonesië. Pahlawan Setia telt 8241 inwoners (volkstelling 2010).